# The Man from Utopia
The Man from Utopia är ett musikalbum av Frank Zappa, utgivet 1983.

## Låtlista
Samtliga låtar skrivna av Frank Zappa, om annat inte anges.
1. "Cocaine Decisions" - 3:54
2. "Sex" - 3:43
3. "Tink Walks Amok" - 3:38
4. "The Radio Is Broken" - 5:51
5. "We Are Not Alone" - 3:18
6. "The Dangerous Kitchen" - 2:51
7. "The Man from Utopia Meets Mary Lou" (Obie Jessi/Donald Woods/Doris Woods) - 3:18
8. "Stick Together" - 3:18
9. "The Jazz Discharge Party Hats" - 4:28
10. "Luigi and The Wise Guys" - 3:24
11. "Moggio" - 2:37